# Cerophysella
Cerophysella es un género de escarabajos de la familia Chrysomelidae. En 1930 Laboissière describió el género. Contiene las siguientes especies:
- Cerophysella basalis (Baly, 1874)
- Cerophysella ceylanica (Allard, 1889)
- Cerophysella laosensis Kimoto, 1989
- Cerophysella tonkinensis Laboissiere, 1930
- Cerophysella viridipennis (Allard, 1889)